# Кайхосро IV Гуриели
Кайхосро IV Гуриели (груз. ქაიხოსრო IV გურიელი; ум. 1829) — представитель грузинского владетельного рода Гуриели и фактический правитель Гурии, княжества в западной Грузии, с 1797 по 1809 год, когда он был регентом своего несовершеннолетнего племянника Мамии V Гуриели. Будучи энергичным и образованным человеком, он предпринял ряд действий, принесших Гурии относительный порядок и стабильность. Кайхосро IV сохранил своё влияние даже после передачи власти Мамии V в 1809 году. Несмотря на сближение с Российской империей, Кайхосро IV с подозрением относился к намерениям русских. В то время как Мамия V оставался верен России, Кайхосро IV оказался вовлечён в восстание против русского владычества в западной Грузии в 1820 году. После поражения мятежников Кайхосро IV был вынужден бежать в Османскую империю, где и умер в 1829 году.

## Ранняя биография
Кайхосро IV Гуриели был третьим сыном Георгия V, князя Гурии. В молодости он получил образование в грузинском православном Гелатском монастыре близ Кутаиси, столицы Имеретинского царства. Выбор карьеры священнослужителя для Кайхосро означало то, что он вскоре станет епископом Шемокмеди, главной епархии в Гурии. Он владел несколькими языками и умел читать труды античных авторов на древнегреческом и латыни.
После смерти в 1792 году его брата, правящего князя Симона II Гуриели, власть в Гурии перешла к другому брату, Вахтангу II Гуриели, поскольку сын и наследник Симона II Мамия V был ещё несовершеннолетним. Вдова Симона II Марине обвинила Вахтанга II в преследовании своей семьи и обратилась за защитой к Кайхосро IV, который в 1797 году снял с себя монашеский обет и вернулся в Гурию. В том же году Кайхосро сверг и изгнал Вахтанга, сделав Мамию правящим князем, а себя регентом, должность, которую он номинально разделял с вдовствующей княгиней Марине.

## Регентство
Придя к власти, Кайхосро IV Гуриели начал вести энергичную политику по восстановлению обедневшего княжества, страдавшего от внутренних распрей, османских вторжений, похищений и работорговли. Он созывал собрания, где вместе участвовали дворяне и духовенство, угрожал работорговцам смертью и преследовал непокорных дворян, обвинённых в поддержке Османской империи или участии в работорговле. Кайхосро IV приказал убить известного своей непокорностью Давида Асатиани, послав приёмного отца этого дворянина выманить его оттуда, чтобы застрелить. Кайхосро IV также взял штурмом крепость Асатиани в Аскане. Следующим пала крепость Ланчхути, который отчаянно защищал Забуэдил Жордания. Обездоленному брату Кайхосро IV Вахтангу II, вернувшемуся из ссылки, не возвратили его земельные владения.
Кайхосро IV Гуриели стремился укрепить свою власть и свои достижения, поставив Гурию под защиту расширяющейся Российской империи, но он был против того, чтобы признать самоуправление Гурии. В 1804 году имеретинский царь Соломон II был вынужден принять российский «договор о защите», который, в частности, признавал Гурию зависимой от Имеретии, что косвенно делало её зависимой и от России. Гуриели вынуждены были согласиться с этим положением, но настаивали на заключении отдельного договора с Россией в обход Имеретии. Это произошло после того, как Россия силой оружия аннексировала Имеретию в 1810 году. К тому времени Кайхосро IV уже передал свои властные полномочия племяннику Мамии V, но всё ещё продолжал оказывать значительное влияние на политику Гурии. Он пытался отговорить Мамию V от подписания двух статей договора с Россией, предусматривающих, что гурийские подданные будут судимы по императорскому российскому праву, а также лишение властей Гурии привилегией облагать налогом транзитную торговлю. По случаю заключения Русско-гурийского договора в 1811 году Кайхосро IV Гуриели был пожалован российскими властями чин подполковника (подполковника), но они к «этому хитрому человеку» продолжали относиться с осторожностью и подозрительностью.

## Восстание 1820 года
В 1820 году Кайхосро IV дал убежище беглому имеретинскому князю Иване Абашидзе, приходившемуся родственником по жене Мамии V Гуриели и возглавлявшему повстанцев, боровшихся против подавления русскими церковных учреждений Имеретии. В марте 1820 года русские войска вошли в Гурию, чтобы захватить Абашидзе. Мамия V пошёл на сотрудничество с русскими, но Кайхосро IV отказался выдать Абашидзе. Русский командир, полковник Пузыревский, был убит гурийцем по дороге в замок Кайхосро IV в Шемокмеди в ответ на то, что тот ударил его кнутом. Следствием этого стало отступление русских войск. Русский главнокомандующий на Кавказе генерал Ермолов объявил Кайхосро IV предателем и возложил на него личную ответственность за смерть Пузыревского. Гурия восстала, но мятежники были разбиты благодаря артиллерии генерала Вельяминова. Замок Шемокмеди, прозванный русскими чиновниками «обителью разбоя», был захвачен и разрушен в качестве мести в июле 1820 года. Кайхосро IV бежал на территорию Османской империи. Он поселился в Кобулети и отказался вернуться в Гурию даже после того, как русские власти амнистировали его в 1822 году. Кайхосро IV вёл переписку с Мамией V и умер в изгнании в 1829 году.

## Семья
Кайхосро IV Гуриели был женат дважды. Первой его женой была Макиджаспи, дочь князя Ростома Накашидзе, второй — Елизабед, дочь князя Кайхосро Эристави-Шервашидзе. После смерти Кайхосро IV в изгнании его семья получила разрешение российского правительства на возвращение на родину в 1831 году и получила несколько поместий в Гурии в 1835 году. Впоследствии его сыновья были зачислены в Русскую императорскую армию.
- Малакия (1818—1858), подпоручик русской армии в 1850 году. Он был женат на княгине Тамаре Цулукидзе и имел потомство[12].
- Деспине (1820—1885), была замужем за князем Тариэлом Багратионом-Давыдовым, внуком имеретинского царя Давида II[12].
- Дмитрий (1822—17.07.1882), генерал-майор русской армии (1875) и участник Крымской и Русско-турецкой войн. Его особняк сохранился в городе Озургети[12].
- Пелагия (род. 1823), фрейлина. Она была замужем за князем Нестором Церетели[12].